# Prieuré hospitalier de Poitiers
Le prieuré hospitalier de Poitiers, datant de 1667, a été l'hôtel du grand prieuré d'Aquitaine.

## Histoire
L'hôtel des hospitaliers de Saint-Jean-de-Jérusalem est autrement dénommé Grand prieuré d'Aquitaine. Sa présence à Poitiers remonte à 1317. Les deux autres grands prieurés sont ceux de Champagne et de France.
Son ancien portail est inscrit au titre des monuments historiques depuis 1944. Le cartouche affiche le nom du grand prieur entre 1663 et 1672, Gilbert de Vieilbourg : son blason est sculpté au-dessus de la porte,.
L'hôtel en lui-même, devenu inaccessible par le portail de la Grand-Rue à cause du lotissement de la parcelle originelle, est visible par la cour ouverte sur la rue Montgautier, perpendiculaire à la Grand-Rue. Les façades et toitures (charpente et couverture), la salle d'archives et l'escalier et les deux puits de la cour sont inscrits au titre des monuments historiques depuis le 21 décembre 1988.